# Catherine T. Hunt
Catherine Hunt (Bronxville, 29 giugno 1955) è una chimica statunitense.

## Infanzia e istruzione
Catherine è nata a Bronxville nel 1955. Ha conseguito la laurea in chimica nel 1977 presso lo Smith College e nel 1981 presso la University of California il suo dottorato di ricerca, dove ha lavorato sulla risonanza magnetica nucleare sotto la supervisione di Alan Balch. 
Si è poi trasferita grazie alla borsa di studio post-dottorato con Ian Armitage presso la Yale University dal 1982 al 1984...

## Carriera
Nel 1984, dopo la sua borsa di studio, Catherine è diventata una scienziata senior presso la Rohm and Haas, e successivamente ha ricoperto una serie di posizioni dirigenziali all'interno dell'azienda. Nel 2009 la Rohm and Haas è stata acquistata dalla Dow Chemical Company, e Catherine dopo essere passata al ruolo di regista di ricerca e sviluppo si è ritirata.
Con le elezioni del 2006 nelle quali era disponibile il voto su internet, è stata eletta presidentessa dell'American Chemical Society. Successivamente ha anche fatto parte del consiglio di amministrazione dal 2006 al 2008.
Nel 2007 è stata la presidentessa dell'American Chemical Society, ed anche direttrice presso la Dow Chemical Company.
Nel 2009 è stata la prima borsista dell'American Chemical Society.
Nel 2011-2012 è stata anche docente di chimica presso l'Università dell'Illinois - Urbana-Champaign.

## Premi e iscrizioni
Nel 2007 è diventata fellow dell'American Association for the Advancement of Science. Nel 2008 ha ricevuto la medaglia del Smith College e il premio come miglior alunna dell'anno dalla UC Davis.

## Vita personale
Catherine è sposata e ha un figlio che è nato nel 1991. Inoltre, è un'accanita ciclista.